# Dimitris Patsouris
Dimitris Patsouris, znany również jako Jim Mutilator (ur. 24 lipca 1971 w Atenach) – grecki muzyk black metalowy znany przede wszystkim jako pierwszy basista greckiego zespołu black metalowego Rotting Christ. 
Patsouris był jednym z założycieli Rotting Christ razem z braćmi Tolis; Sakisem i Themisem. Był także wówczas głównym autorem tekstów utworów grupy. W 1996 roku opuścił zespół. Później zdarzało mu się współpracować z Rotting Christ jako tekściarz przy albumach A Dead Poem i Sleep of the Angels.
Oprócz Rotting Christ, Patsouris udzielał się także w zespole Varathron, w którym grał w latach 1988 – 1993, nagrywając z nim pierwszy album studyjny His Majesty at the Swamp jak i kilka pomniejszych wydawnictw. Od 2019 roku jest basistą zespołu Medieval Demona, a także członkiem formacji Yoth Iria, w której udziela się także Magus z zespołu Necromantia.

## Wybrana dyskografia
Rotting Christ (1987-1996)
- Thy Mighty Contract (1993)
- Non Serviam (1994)
- Triarchy of the Lost Lovers (1996)

Varathron (1988-1993)
- Procreation of the Unaltered Evil (1989)
- Genesis of Apocryphal Desire (1990)
- One Step Beyond Dreams (1991)
- The Black Arts / Everlasting Sins (1992, w Necromantia)
- His Majesty at the Swamp (1993)

Yoth Iria (2019-nadal)
- Under His Sway (2019)